# تیم ملی والیبال زنان ماکائو
تیم ملی والیبال زنان ماکائو (انگلیسی: Macau women's national volleyball team) تیم ملی والیبال مختص زنان ماکائویی است که به عنوان نماینده ماکائو در رقابت‌های رسمی و دوستانه با حریفان به رقابت می‌پردازند.